# Пилохвост Болдырева
Пилохвост Болдырева (лат. Poecilimon boldyrevi) — насекомое из семейства настоящих кузнечиков отряда прямокрылых, назван в честь В. Ф. Болдырева. Эндемик Крыма.

## Описание
Длина тела (без учёта длины яйцеклада у самки) 17—19 мм. Окраска жёлто-зелёная с темными пятнышками. Усики щетинковидные, длиннее тела. Переднеспинка у самцов резко седловидная, у самки — цилиндрическая. У обоих полов она покрыта черными пятнами, её передний край рыжеватого цвета, боковые стороны с красной каймой, которая более выраженная у самцов. У самца надкрылья желтоватого цвета с темными дисками, выступают из-под переднеспинки. Надкрылья у самки скрыты. Нижняя поверхность задних бедер гладкая, без шипиков.
Яйцеклад самки длиной 8,5 мм, сильно зазубренный у вершины. Самцы отличаются г-образными церками, гладкими у основания, в верхней части постепенно загнутыми внутрь и несколько сплющенными, зубчатыми (в виде прямой, не изогнутой «пилы» из восьми-одиннадцати направленных назад мелких черных зубчиков и двух крупных, широко расставленных верхушечных зубцов).

## Ареал
Эндемик южного берега Крыма — окрестности Ялты и Гаспра.

## Особенности биологии
Генерация однолетняя. Зимуют в фазе яйца. Личинки появляются весной, взрослые насекомые встречаются с конца июня до августа. В июле — августе откладывают яйца в щели на стеблях растений. Фитофаг.

## Сокращение численности и охрана
Редкий вид, регистрируются лишь одиночными особями. Исчезает из-за исчезновения природных мест обитания в результате хозяйственной деятельности человека.
Как исчезающий вид кузнечик пилохвост Болдырева занесен в Красную книгу Украины. Охраняется в Крымском и Карадагском природных заповедниках. Для сохранение вида необходимо создавать энтомологические заказники в местах его обитания.